# 藻代卡 (普里盧基區)
50°42′28″N 32°13′51″E / 50.70778°N 32.23083°E
藻代卡（烏克蘭語：Заудайка），是烏克蘭的村落，位於該國北部切爾尼戈夫州，由普里盧基區負責管轄，始建於1700年，面積0.34平方公里，海拔高度124米，2001年人口84，人口密度每平方公里246.33人。